# 152 (álbum)
152 es el octavo álbum de la banda estadounidense de rock alternativo Taking Back Sunday, fue lanzado el 27 de octubre de 2023 a través de sello independiente Fantasy Records, siendo su primer álbum para el sello. Su lanzamiento sigue siete años después de su predecesor, Tidal Wave (2016), marcando la brecha más larga entre álbumes de estudio de la banda hasta la fecha. También es el primer álbum de la banda sin el guitarrista Eddie Reyes, quien se fue en 2018, y el último álbum con el baterista Mark O'Connell, quien dejo la banda en diciembre de 2024. 
Fue producido por Tushar Apte y precedido por cuatro sencillos: "The One", "S'old", "Amphetamine Smiles" y "Keep Going".

## Antecedentes
El álbum fue escrito "después" de la pandemia de COVID-19, y el líder Adam Lazzara afirmó que el álbum "se basa en las influencias musicales que [la banda] tiene, que solo se han ampliado con los años". significa que hay muchas cosas divertidas", incluido más material con influencia pop.

## Lista de canciones
Todas las canciones escritas y compuestas por Shaun Cooper, Adam Lazzara, John Nolan y Mark O'Connell, excepto donde se indique. 
| N.º | Título                            | Duración |  |
| 1.  | «Amphetamine Smiles»              | 3:06     |  |
| 2.  | «S'old»                           | 2:43     |  |
| 3.  | «The One»                         | 3:17     |  |
| 4.  | «Keep Going»                      | 3:12     |  |
| 5.  | «I Am the Only One Who Knows You» | 3:08     |  |
| 6.  | «Quit Trying»                     | 3:15     |  |
| 7.  | «Lightbringer»                    | 2:48     |  |
| 8.  | «New Music Friday»                | 3:15     |  |
| 9.  | «Juice 2 Me»                      | 3:14     |  |
| 10. | «The Stranger»                    | 3:14     |  |

## Créditos
- Eddie Reyes – guitarra
- Mark O'Connell – batería
- Shaun Cooper – bajo
- Adam Lazzara – cantante